# تحت تعقیب (فیلم ۱۹۹۷)
تحت تعقیب (انگلیسی: Most Wanted) یک فیلم اکشن است که در سال ۱۹۹۷ منتشر شد. کینن آیوری وینز فیلمنامه آن را نوشت و در کنار جان ویت نقش‌های اصلی فیلم را دارند.

## دوبله و پخش در ایران
این فیلم در اواخر دهه ۱۳۷۰ و اوایل دهه ۱۳۸۰ چندین بار از کانال سه پخش شد و «مؤسسه قرن ۲۱» آن را با همان دوبله در شبکه نمایش خانگی توزیع کرد.

### عوامل دوبله
- حسین عرفانی - جیمز دان (کینن آیوری وینز)
- نصرالله مدقالچی - جنرال آدام وودوارد (جان ویت)
- مینو غزنوی - دکتر ویکتوریا کنستانتینی (جیل هنسی)
- تورج مهرزادیان - دونالد بیکهارت، سرمایه‌دار و صاحب کارخانه (رابرت کالپ)

## داستان
گروهبان «جیمز دان» از سپاه تفنگداران دریایی ایالات متحده آمریکا پس از کشتن افسر مافوقش در جنگ خلیج فارس، زندانی و محکوم به اعدام می‌شود، در زمان انتقال به زندان موقت به منظور آماده‌سازی پروسه اعدام، او توسط یک گروه از ارتشیان نجات و فراری داده می‌شود، فرمانده آنها خود را کولونل «گرنت کیسی» معرفی می‌کند در حالیکه نام واقعی او جنرال «آدام وودوارد» است و به او پیشنهاد پیوستن به یک تشکیلات مخفی برای محافظت از امنیت ملی را می‌دهد، دان ناچارن پیشنهاد را می‌پذیرد وگرنه کشته می‌شود، در جریان اولین مأموریت او مأمور ترور کارخانه داری مشهور، در طی مراسمی با حضور همسر رئیس‌جمهور (بانوی اول) می‌شود اما پیش از آنکه بتواند هدف را بزند، بانوی اول توسط افراد دیگر گروه ترور می‌شود، او فرار می‌کند و پی می‌برد که از او به عنوان طعمه استفاده شده‌است تا او را مسئول کشتن بانوی اول معرفی کنند، او یک شاهد ماجرا به نام دکتر «ویکتوریا کونستانتینی» که از حادثه فیلمبرداری کرده‌است را پیدا می‌کند و کم‌کم پی می‌برد که …

## بازیگران
- جان ویت - جنرال آدام وودوارد
- کینن آیوری وینز - جیمز دان
- جیل هنسی - دکتر ویکتوریا کونستانتینی
- رابرت کالپ - دونالد بیکهارت، سرمایه‌دار و صاحب کارخانه
- پل سوروینو
- اریک رابرتس
- جان دیهل
- تیتو لاریوا
- سیمون بیکر